# La Cité perdue de Z
La Cité perdue de Z : une expédition légendaire au cœur de l'Amazonie (titre original en anglais: The Lost City of Z: A Tale of Deadly Obsession in the Amazon) est un ouvrage historique et biographique du journaliste américain David Grann. Publié dans sa langue d'origine aux États-Unis en février 2009 aux éditions Doubleday, il est traduit en français en 2010 par la traductrice Marie-Hélène Sabard.

## Résumé
L'ouvrage revient sur la légende et le mythe qui entoure la disparition de l'explorateur britannique Percy Fawcett. Explorateur célèbre pour ses découvertes en Amérique du Sud, il organise en 1925 une expédition au cœur de l'Amazonie, persuadé d'y trouver une cité perdue et une civilisation avancée. L'expédition, lancée au printemps 1925, ne donne plus jamais signe de vie. Au cours des soixante-dix années qui ont suivi, de multiples expéditions ont tenté de partir sur les traces de l'explorateur afin de déterminer, en vain, les causes de sa disparition.

## Adaptation cinématographique
- 2016 : The Lost City of Z, film américain réalisé par James Gray, adaptation du roman de David Grann, avec Charlie Hunnam, Robert Pattinson et Sienna Miller